# Radio Liberty (Argentina)
Radio Liberty (en español: Radio Libertad) fue una efímera radioemisora que existió en el transcurso de la guerra de las Malvinas. Transmitía en idioma inglés y tenía principalmente como objetivo «desalentar» las tropas británicas en las islas. 
También podía ser sintonizada en el Reino Unido, Australia y Nueva Zelanda.
Además, el Reino Unido también creó una radio en idioma español con el mismo fin, la Radio Atlántico del Sur. Mientras que en las islas funcionaba LRA60 Radio Nacional Islas Malvinas.

## Características
El encargado de la transmisión era el Servicio de Inteligencia del Ejército Argentino. Entre sus locutores estaban Silvia Fernández Barrio y Enrique Alejandro Mancini, quienes formaban parte de un total de 14 personas. Transmitía noticias y música irlandesa, galesa, inglesa y hasta de Los Beatles. Trataba de recordar a los soldados británicos cuan lejos estaban de su tierra y de su gente. Se grababa de mañana un rollo de 45 minutos en el piso 14 de lo que es el edificio de Radio Nacional y se difundía por distintas frecuencias a las que a veces se sumaban la ondas cortas de la Radiodifusión Argentina al Exterior. La transmisión se realizó desde la Planta de Pacheco Radio en Provincia de Buenos Aires y estuvo a cargo de personal directivo de la Secretaria de Comunicaciones, del área de Comprobación Técnica de las Emisiones (Sr. Arnaldo Percossi - Esteban S.) y el jefe de la planta transmisora Pacheco. Siempre se cambiaba de frecuencia, en distinta banda de onda corta, para evitar la interferencia de la inteligencia británica. Los locutores hablaban en inglés británico y su identificación era la siguiente (traducido al español):

Hola, soy Libertad. He decidido mostrarme al mundo, desde una tierra muy lejana para ustedes y muy cercana para nosotros. Yo soy las islas Malvinas, Sandwich y Georgia del Sur. Yo soy una voz, un espíritu, un país. Soy quien con orgullo puede hoy decir que el mundo escucha cuando Argentina habla.

Los soldados y oficiales británicos se referían a Silvia Fernández Barrio como Argentine Annie.

## Historia
Inició sus transmisiones el 7 de junio de 1982, poco después del inicio de la guerra, con la idea de crear una radiodifusora similar a la La Rosa de Tokio para las tropas británicas en las islas. Las emisiones se prolongaron hasta 48 horas después de la caída de Puerto Argentino/Stanley. Ese día, se hizo una despedida bilingüe en inglés y en castellano diciendo: «Se perdió una batalla, pero no el propósito de recuperar las islas, porque las Malvinas han sido, son y serán argentinas».